# Jumboblok

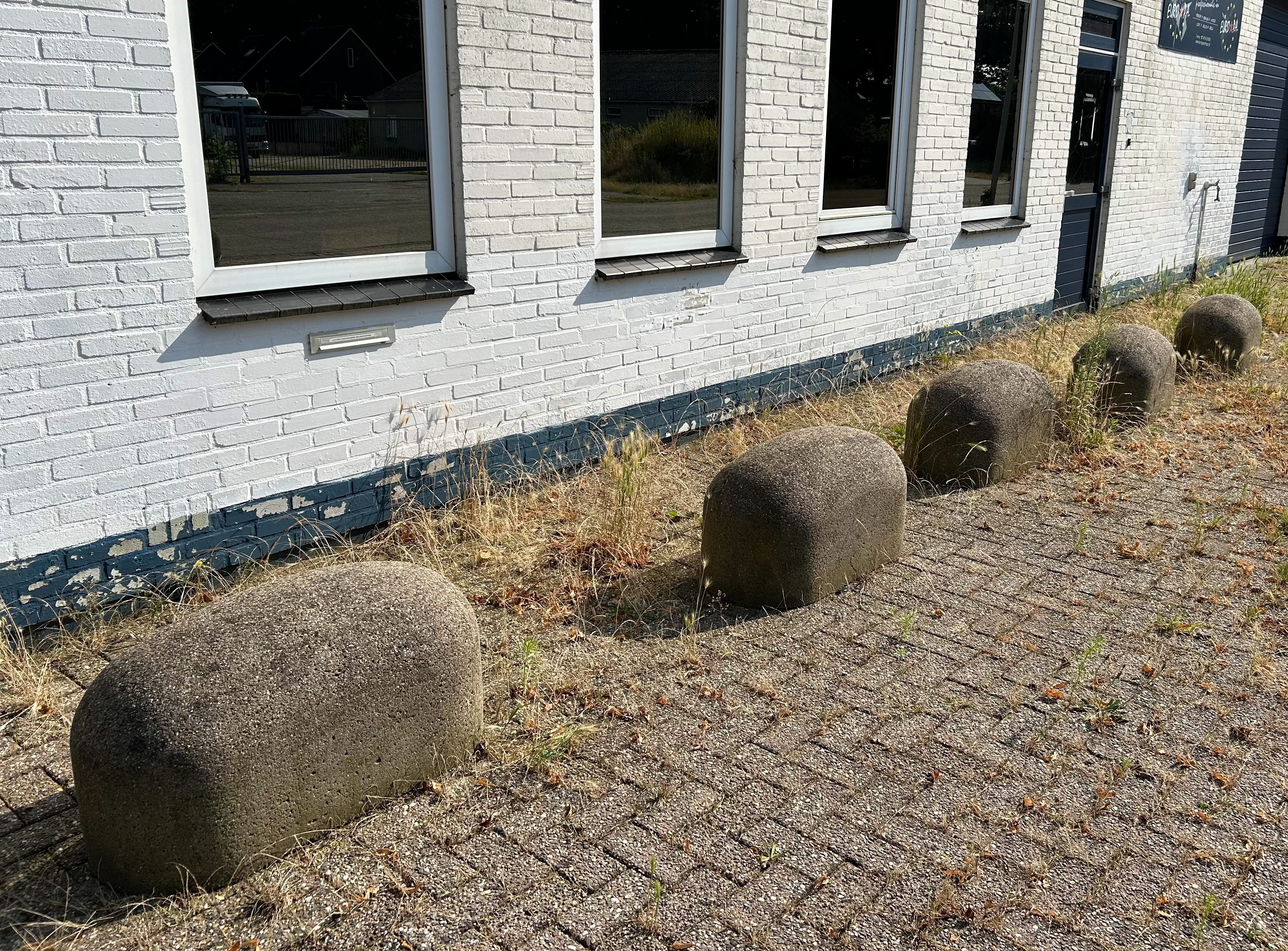
Een rij jumboblokken bij een parkeerplaats nabij een gebouw.

Een jumboblok is een ovaalvormig, betonnen obstakel dat een infrastructurele functie heeft. Ze worden vaak gebruikt als afscheiding van bijvoorbeeld parkeerplaatsen of pleinen, maar eveneens om bepaalde plekken te beschermen tegen ramkraak of aanrijdingen.

## Vegetatie op jumboblokken
Vaak raakt een jumboblok na enige tijd begroeid met epilitische vegetatie van mossen en/of korstmossen. Doorgaans gaat het om vegetatie uit de klasse van stippelkorsten en achterlichtmossen. Vooral voor de tot deze vegetatieklasse behorende muisjesmos-associatie, sinaasappelkorst-associatie en dambordjes-associatie bieden jumboblokken vaak uitstekende plekken om tot ontwikkeling te komen.

## Fotogalerij

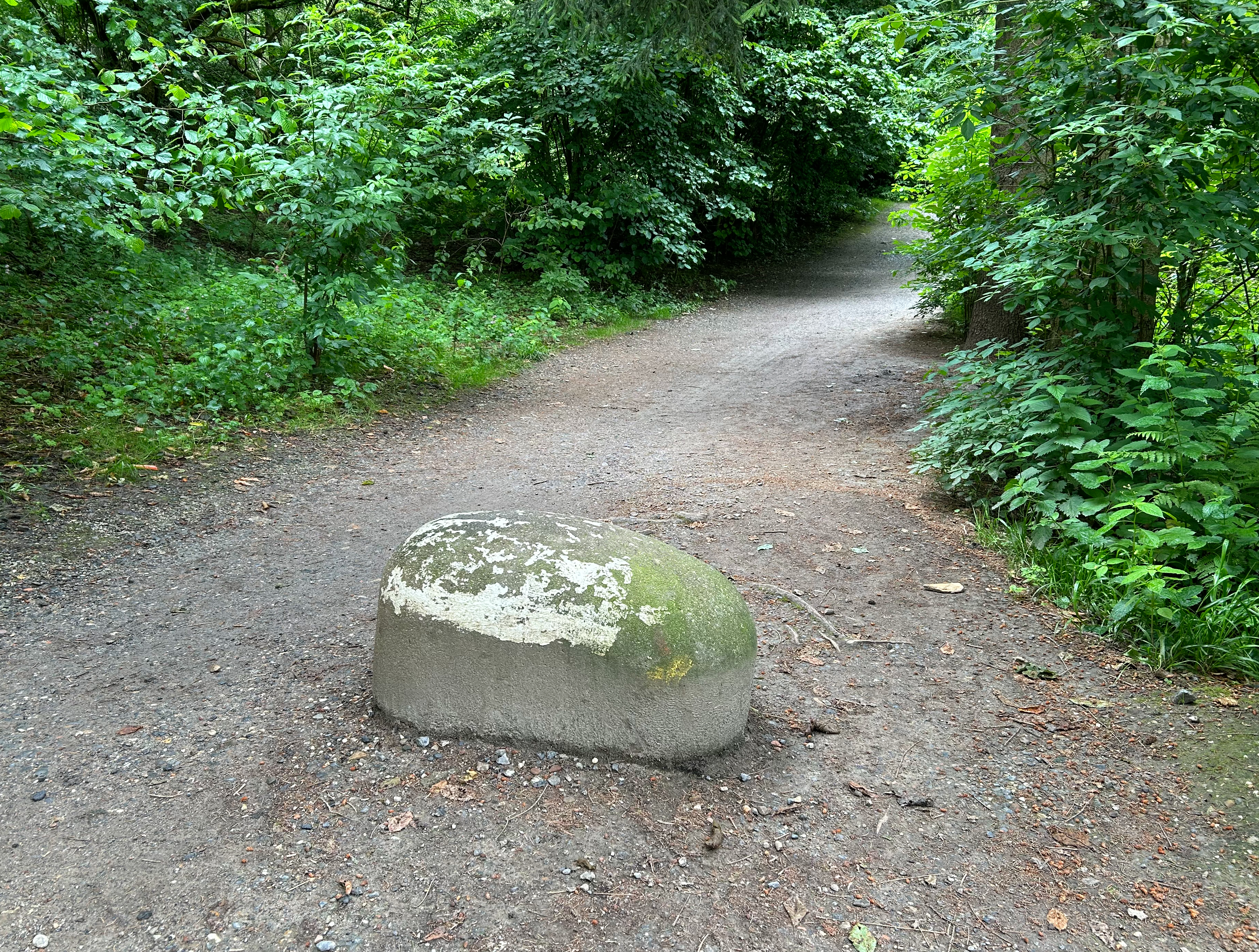
Een jumboblok aan het begin van een bospad.
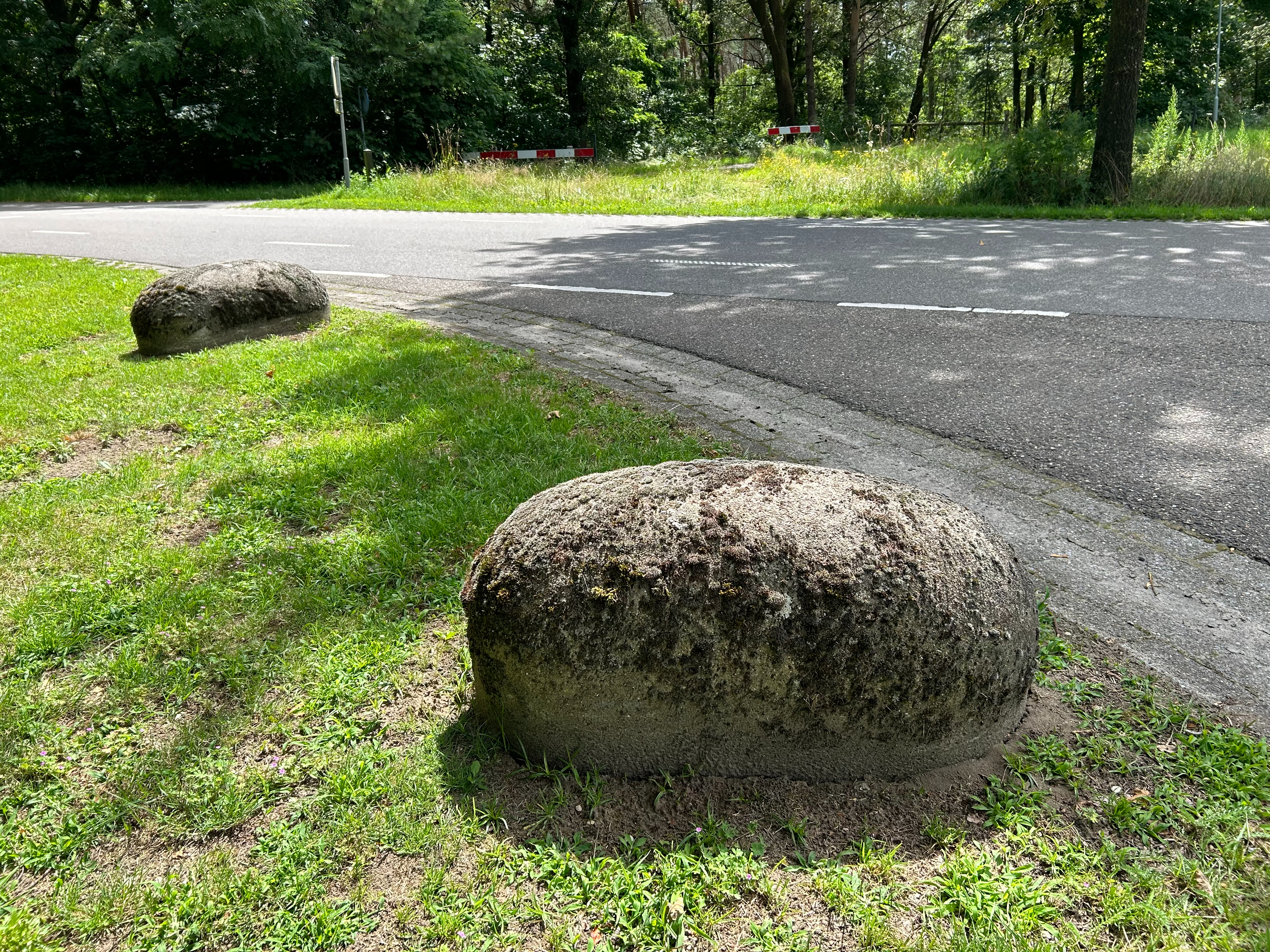
Jumboblokken begroeid met de muisjesmos-associatie.
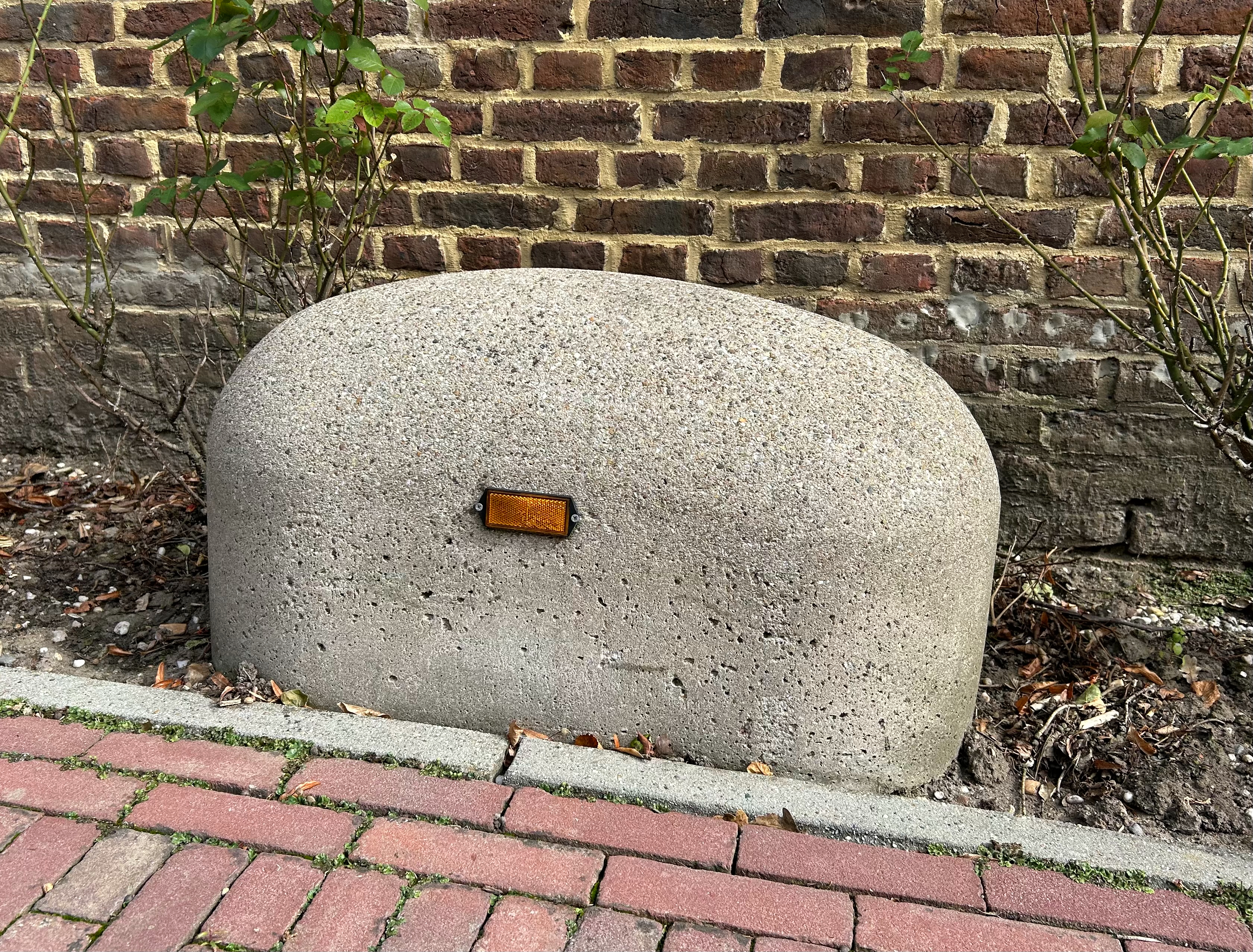
Een jumboblok met een reflector.